# Walking Cloud and Deep Red Sky, Flag Fluttered and the Sun Shined
Walking Cloud and Deep Red Sky, Flag Fluttered and the Sun Shined è il terzo album in studio del gruppo musicale giapponese Mono, pubblicato il 14 aprile 2004 dalla Human Highway.

## Tracce
1. 16.12 – 10:57
2. Mere Your Pathetique Light – 6:36
3. Halcyon (Beautiful Days) – 8:09
4. 2 Candles, 1 Wish – 2:47
5. Ode – 7:06
6. The Sky Remains the Same as Ever – 2:27
7. Lost Snow – 15:12
8. A Thousand Paper Cranes – 5:11